# 上杉憲房 (南北朝時代)
上杉憲房（生年不詳－1336年3月10日）出身藤原氏勸修寺流，是鎌倉時代末期至日本南北朝時代的武將。其妹妹清子為室町幕府初代征夷大將軍足利尊氏和弟弟足利直義的母親，因此其子孫成為鎌倉公方、關東管領。

## 生平
因為有打倒鎌倉幕府的功績，所以被賜予伊豆的地頭職和上野的守護職，並負責牽制新田義貞。在尊氏於建武新政中發起叛亂時，跟隨義尊氏上洛，不過因為遭到北畠顯家和新田義貞的反撃，尊氏從京都向九州逃走，而自身則在京都四條河原的戰鬥中，為了讓尊氏逃走而戰死。
兒子上杉憲顯成為山內上杉家的家祖，而上杉憲藤則成為犬懸上杉家的家祖。
上杉憲顯的12代繼承家名的非血緣孫即為上杉謙信。